# Dicellopyge
Dicellopyge is een geslacht van uitgestorven straalvinnige beenvissen die leefden in het Midden-Trias (Anisien, ongeveer 247 - 245 miljoen jaar geleden).

## Beschrijving
Deze vissen waren klein van formaat en zelden langer dan 15 cm. Het lichaam was slank en spits toelopend en was bedekt met kleine, ruitvormige schubben, die elkaar overlapten. De schedel was kort, met een goed ontwikkeld rostrum. Het frontale bot was groot aan de achterzijde, terwijl het pariëtale bot klein was. De dermale botten van de schedel waren versierd met kleine richels en, in het geval van het postrostrale bot, met knobbeltjes. Het gebit bestond uit scherpe tanden die langs twee rijen waren gerangschikt. De schubben waren vierhoekig en voorzien van een kamachtige achterrand. De staartvin was diep gevorkt, heterocercaal, met de bovenkwab duidelijk langer. De achterste rand van de superieure kwab was sterk ontwikkeld in een S-vormige curve. De laterale lijn strekte zich uit tot in de superieure kwab van de staart en werd van de achterste rand gescheiden door een rij schubben die van voren naar achteren was gericht. De stabilisatie werd verzorgd door een enkele rugvin, een aarsvin en kleine, gepaarde borst- en buikvinnen.

## Leefwijze
Deze vis leefde in het zoete water van beekjes en rivieren. Zijn kaken doen vermoeden, dat het een carnivoor was, die jacht maakte op vrijzwemmende kleinere vissen en pelagische ongewervelde dieren.

## Vondsten
Fossielen van deze vissen werden gevonden in Zuid-Afrika.

## Classificatie
Het geslacht Dicellopyge werd voor het eerst beschreven in 1931 door James Brough, op basis van fossielen gevonden in het Cynognathus-gebied in Zuid-Afrika. Brough beschreef twee soorten, Dicellopyge macrodentatus en D. lissocephalus, die werden onderscheiden op basis van schaalkenmerken en staartmorfologie. Een andere soort die later aan dit geslacht wordt toegeschreven, is D. draperi, ook uit het Midden-Trias van Zuid-Afrika.
Dicellopyge is toegeschreven aan paleonisciformes, een grote groep archaïsche beenvissen in een eigen familie (Dicellopygidae). Later werd het beschouwd als een lid van de paleonisciformes die verwant waren aan de geslachten Acrolepis, Cornuboniscus, Belichthys, Amblypterus en Paramblypterus.